# 天海由梨奈
天海 由梨奈（あまみ ゆりな、1996年7月7日 - ）は、日本の女性声優。神奈川県出身。所属事務所は81プロデュース。本名は渡部 由梨奈（わたべ ゆりな）。

## 経歴
幼少期は季節問わず半袖半ズボンのアクティブな子供であり、運動や外で体を動かすのが好きなタイプだったという。
中学2年生からは友人に誘われて、廃部寸前の卓球部に所属。中高一貫校だったが、高校時代には小学校から同じだった友人から吹奏楽部に誘われ、「やってみようかな」と所属。中音域のテナーサックスを担当し、高校3年生でコンクールに出演した。
声優になりたいと明確に意識したことはなく、家族がアニメが好きで、物心がついた頃には職業としての声優に興味を持っていたという。
2014年、第8回81オーディションで優秀賞、サミー賞、NOTTV賞を受賞。2017年4月1日付で81プロデュースジュニア所属となった。
大学は哲学科に通っていた。
2017年、アプリゲーム『ブレイブソード×ブレイズソウル』のキャラクターボイスオーディションに受賞し、アリスを演じている。
ゲーム『ウマ娘 プリティーダービー』で演じているミスターシービー役が初めてオーディションで合格した役である。

## 人物
趣味・特技は芸術鑑賞、武将、歌、サックスである。イラストも得意であり、Twitterに投稿している。
学生時代に影響を受けた漫画は『青の祓魔師』『D.Gray-man』。
地球上で一番好きなものは布団、嫌いなものは眠気だと語っている。
実家にはポメラニアンが10匹いる。
声優で同じ事務所の稗田寧々とは小学校からの幼馴染。

## 出演
太字はメインキャラクター。

### テレビアニメ
2017年
- Spiritpact（2017年 - 2018年、使用人の女性 / 使用人の女性2 他） - 2シリーズ
- 笑ゥせぇるすまんNEW（メンバー）
- 縁結びの妖狐ちゃん
- つうかあ（女子C）
- Fate/Apocrypha（子供C）
- URAHARA（群衆）
- Fate/Grand Order -MOONLIGHT/LOSTROOM-（カルデア職員）

2018年
- つくるのだいすき!ねんDo!くんとなかまたち (ホンホン、キノコママ、ナレーション)
- BEATLESS（女子B、女生徒B）
- 3D彼女 リアルガール（2018年 - 2019年、女子生徒、中学生、男子生徒、副委員長、校内放送 他） - 2シリーズ
- キラッとプリ☆チャン（2018年 - 2021年、栗原たまき、女の子、受付嬢、かわいい向上委員会、赤白クローバー 他）
- アイカツフレンズ!（女の子）
- はるかなレシーブ（リベロ）
- 音楽少女（女子高生、客）
- 千銃士（街の女性）
- こねこのチー ポンポンらー大旅行（学生A、学生B）
- ソラとウミのアイダ（宇宙船内放送、アナウンス）
- 蒼天の拳 REGENESIS（孤児7）
- カードファイト!! ヴァンガード（2018年 - 2019年、生徒F、不良） - 2シリーズ

2019年
- ひとりぼっちの○○生活（須戸礼翔、古文の先生）
- KING OF PRISM -Shiny Seven Stars-（子供、ギャル、女子）
- 博多明太!ぴりからこちゃん（てっちゃん、野次馬）

2020年
- あひるの空（クズ高女子部員、女子生徒）
- 歌舞伎町シャーロック（キャシー）
- 22/7（スタッフ）
- 異種族レビュアーズ（ミグ）
- 恋する小惑星（早川加代子）
- ミュークルドリーミー（田中）
- イエスタデイをうたって（卒業生、教師、芦田）
- グレイプニル（後輩）
- とある科学の超電磁砲T（黒ギャル）
- メジャーセカンド（テニス部女子A）
- 池袋ウエストゲートパーク（インタビュアー）

2021年
- ゆるキャン△ SEASON2（子供たち）
- ワンダーエッグ・プライオリティ（女子生徒）
- ホリミヤ（女子生徒）
- イジらないで、長瀞さん（女子）
- 探偵はもう、死んでいる。（キャビンアテンダント）
- BLUE REFLECTION RAY/澪（少女）
- アイドリッシュセブン Third BEAT!（女子高校生A）
- メガトン級ムサシ（2021年 - 2023年、オペレーター、マル、女医） - 2シリーズ
- ワッチャプリマジ!
- プラオレ!〜PRIDE OF ORANGE〜（山梨アイスホッケークラブ選手）
- 空色ユーティリティ（2021年 - 2025年、茜遥） - 2シリーズ
- ロード・エルメロイII世の事件簿 -魔眼蒐集列車 Grace note- 特別編（女子生徒）

2022年
- 可愛いだけじゃない式守さん（女子生徒、女性キャスター、ギャル1）
- ヒーラー・ガール（子供達）
- 処刑少女の生きる道（子供）
- 舞妓さんちのまかないさん（舞妓、女子学生）
- 金装のヴェルメイユ〜崖っぷち魔術師は最強の厄災と魔法世界を突き進む〜（クリス・ウェストランド）
- 機動戦士ガンダム 水星の魔女（2022年 - 2023年、女子生徒、生徒） - 2シリーズ
- 後宮の烏（徐成）
- 陰の実力者になりたくて!（モブシャドウガーデン）

2023年
- お隣の天使様にいつの間にか駄目人間にされていた件（女子生徒）
- 大雪海のカイナ（盗賊団少年）
- デッドマウント・デスプレイ（シャグルア〈幼少期〉、子供たち）
- 青のオーケストラ（オーケストラ部員）
- 異世界はスマートフォンとともに。2（エマ）
- 【推しの子】（SNSの声）
- 七つの魔剣が支配する（女子生徒）
- AIの遺電子（ノドカ）
- 君のことが大大大大大好きな100人の彼女（2023年 - 2025年、愛城恋太郎〈0歳〉、少年） - 2シリーズ

2024年
- 僕の心のヤバイやつ（ユカ）
- ブルーアーカイブ The Animation（スケバンA）
- WIND BREAKER
- 鬼滅の刃 柱稽古編（寺の子どもたち）
- 僕の妻は感情がない（女性、猫、さち、店員）
- 2.5次元の誘惑（女子生徒B）
- カードファイト!! ヴァンガード Divinez（女子生徒）
- 先輩はおとこのこ（店員）
- ポケットモンスター（ディバ）
- この世界は不完全すぎる（増渕）
- 菜なれ花なれ（レポーター）
- アオのハコ（2024年 - 2025年、部員）
- さようなら竜生、こんにちは人生（フィオ）
- トリリオンゲーム（2024年 - 2025年、キャバ嬢、桃瀬の友達）
- 株式会社マジルミエ（槇野あかね）
- 魔王2099（魔法街市民C）

2025年
- 妖怪学校の先生はじめました!（一ツ目）
- マジック・メイカー 〜異世界魔法の作り方〜（母親）
- ウマ娘 シンデレラグレイ（ミスターシービー）
- 紫雲寺家の子供たち（看護師）
- 帝乃三姉妹は案外、チョロい。（帝乃一輝）
- フードコートで、また明日。（店員）

### 劇場アニメ
- 君の膵臓をたべたい（2018年、TVキャスター[41]）
- ラブライブ!サンシャイン!! The School Idol Movie Over the Rainbow（2019年、女子生徒[42]）
- KING OF PRISM ALL STARS -プリズムショー☆ベストテン-（2020年、観客）
- 海辺のエトランゼ（2020年、女性客）
- 映画 えんとつ町のプペル（2020年、町人）
- 大雪海のカイナ ほしのけんじゃ（2023年）
- きみの色（2024年、女子生徒達）
- 劇場版プロジェクトセカイ 壊れたセカイと歌えないミク（2025年[43]）

### Webアニメ
- 爆丸アーマードアライアンス（2021年、女の子）
- 爆丸ジオガンライジング（2021年、サーファー）
- トミカヒーローズ ジョブレイバー 特装合体ロボ (2023年、CAジョブロイドセカイ[44]）

### ゲーム
2015年
- 新約 アルカナスレイヤー（ミゼロット、タバサ）

2017年
- 幻獣姫（アザトース）
- スマッシュ&マジック（ティル）
- 東京ドラゴンシティ（近藤勇、貂蝉、エンプーサ、アプサラス、シトリー）
- トリックスター 〜召喚士になりたい〜（サシアナ）
- 天華百剣 -斬-（鬼神丸国重）
- ブレイブソード×ブレイズソウル（2017年 - 2022年、アリス、御神拳マカミ）
- 武器よさらば（アンズ）

2018年
- キュイジーヌディメンション（ワンタン）
- メガスマッシュ（ファイーナ・ノルド）
- SEVENTH DARK（冥府の召喚士・アイシャ）
- クイズRPG 魔法使いと黒猫のウィズ（シトラ・ネーブル、槇野あかね）
- 刀使ノ巫女 刻みし一閃の燈火（小池彩矢）
- 白猫プロジェクト（シルバ）
- ベイブレードバースト バトルゼロ（ゲームオリジナル主人公）

2019年
- ドラゴンクエストXI 過ぎ去りし時を求めて S（マノロ）
- まちむす 地球防衛ライブ（テヘラン、ハノイ）
- ラングリッサー モバイル（アンジェリナ）

2020年
- ファイナルファンタジーVII リメイク
- ダンジョンに出会いを求めるのは間違っているだろうか 〜メモリア・フレーゼ〜（ネーゼ)
- 戦国RENKA ズーム！（雑賀孫市、前田利家、佐久間信盛）
- モンスターストライク（異界の小悪魔 リリス）
- アクション対魔忍（眞田焔）
- イドラ ファンタシースターサーガ（テアトル）
- 絵師神の絆（エレーナ)

2021年
- ウマ娘 プリティーダービー（2021年 - 2024年、ミスターシービー）
- メガトン級ムサシ（尾崎知美、瀬戸亜衣奈、マル）

2022年
- ヘブンバーンズレッド（2022年 - 2024年、東城つかさ）
- 神界奇伝〜八百万神の幻想譚〜（咲耶）
- ワールドフリッパー（2022年 - 2023年、操里ユカリコ）

2023年
- アズールレーン（クレマンソー）
- 無期迷途（クリスティナ）
- キュービックスターズ（リリス）
- えとはなっ!～干支っ娘・花札バトル～（鎌居いずな）

2024年
- ファイナルファンタジーVII リバース
- Library of Ruina（ホド）
- ウマ娘 プリティーダービー 熱血ハチャメチャ大感謝祭!（ミスターシービー）
- ドラゴンクエストIII そして伝説へ…（HD-2D版）（ポポタ）

### ドラマCD
2010年代
- Letters from Tokyo（2016年）
- ドSおばけが寝かせてくれない（2018年）
- THE IDOLM@STER CINDERELLA GIRLS WILD WIND GIRL 5巻特装版付属CD（2018年、女A）
- ドラッグレス・セックス（2019年、社員、ミキちゃん）

2020年代
- 巨人族の花嫁（2020年、杏子）
- 千歳くんはラムネ瓶のなか「王様とバースデー」（2020年、七瀬悠月）
- THE IDOLM@STER MILLION THE@TER WAVE 13 TIntMe!（2021年、女の子）
- 真の仲間じゃないと勇者のパーティーを追い出されたので、辺境でスローライフすることにしました2nd（2024年、ズーグの女性2） - Blu-ray＆DVD BOX 上巻特典
- フロウフルレメディ（2024年、鈴原あや）

### オーディオブック
- 物理的に孤立している俺の高校生活 1〜2（2019年[81] - 2021年[82]、高鷲えんじゅ）
- ピンポンラバー（2019年、白鳳院瑠璃[83]）
- AURA 〜魔竜院光牙最後の闘い〜（2019年、養護教諭 他[84][85]）
- 魔法少女さんだいめっ☆ 1〜2（2020年 - 2022年、夜桜散華 他[86][87]）
- 千歳くんはラムネ瓶のなか 1〜2[88]（2020年 - 2021年、七瀬悠月[89]）
- クラスメイトが使い魔になりまして 1〜2（2020年 - 2021年、ソフィア[90][91]）
- 不戦無敵の影殺師（2020年、滝ケ峰万理 他[92]）
- みすてぃっく・あい（2021年、三輪歩[93]）
- 路地裏に怪物はもういない（2022年、神座椿姫[94]）
- 現実でラブコメできないとだれが決めた？（2022年、朗読＆上野原彩乃[95]）

### デジタルコミック
- ひかりオンステージ!（2019年、吉沢花[96]）
- キミのとなり。 〜年の差恋愛の事情〜（2019年、末原良子[97]）
- Bite Maker 〜王様のΩ〜（2021年、のえる[98]）

### ボイスドラマ
- 戦国繚乱美少女伝（2025年、伊達政宗）

### ASMR
- かじょサポ～家出JKが住み着いて、俺のお世話をしてくれる（2024年、加藤愛理）[99]
- いっしょぐらし 〜ガサツ系彼女編〜（2024年、松井田飛毬）
- キミといっしょにワルいこと（2024年、河野みゆき）

### 吹き替え

#### 映画
- 君の名前で僕を呼んで（2018年、女子3[100]）
- The Witch 魔女（2019年、英語を話す魔女〈チョン·ダウン〉）
- ビューティフル・ボーイ（2019年、ジャスパー・シェフ〈クリスチャン・コンヴェリー〉）

#### アニメ
- きかんしゃトーマス Go!Go!地球まるごとアドベンチャー（2019年、ナタリー、駅アナウンス）

### ラジオ
※はインターネット配信
- 駒田航と天海由梨奈のマリスタ!（2017年 - 2023年、ニコニコ生放送※）[101] ※全100回
- 天海由梨奈のラジふぁぼ〜月曜日〜（2021年 - 2022年、Phononチャンネル※）[102] ※全52回
- 天海由梨奈の今日のオトモは○○!（2022年 - 2023年、ニコニコ生放送※）[103] ※全12回
- ミルグラジオ（2024年 - 、OPENREC.tv※）[104]
- 超!A&G+マンスリースペシャル 天海由梨奈のウチにポメいるんだけど、どう?（2024年、超!A&G+）※全5回[105]
- 空色ラジリティ（2025年、音泉※）[106]
- 帝乃三姉妹は案外、おしゃべり。（2025年、TOKYO FM）[107]

### テレビ番組
※はインターネット配信
- おたっきぃ佐々木と天海由梨奈の やっぱ、アニメでしょう（2017年 - 2019年 、ニコニコ生放送※）[108]
- 月刊ガガガチャンネル（2018年 - 2019年 、ニコニコ生放送※）※3代目パーソナリティ[109]
- YouTube ヘブバン情報局 (2022-YouTube生放送)※メインMC
- かまいガチ（2022年、テレビ朝日）※7月マンスリーナレーション[110]
- マチスコープ

### その他コンテンツ
- ラジオドラマ『飛べ!京浜ドラキュラ〜2016〜』（マリン）
- ウチの夏フェス2017!フレッシュ夏フェス隊[4]
- スペシャルムービー『雪があたたかいなんていままで知らなかった』（ソラ）[111]
- H△G ワンマンライブ「銀河鉄道の夜を越えて」× 声劇『月とライカと吸血姫／星町編』（2019年、アリア / カレン）
- MILGRAM -ミルグラム-（2020年、エス[112]）
- no-suguare第二回朗読公演「スポットライトのなかで」（2020年12月12日、JOYJOYステーション）
- Project:;COLD（2020年、佐久間ヒカリ[113]）
- 30 MINUTES SISTERS（2022年、リシェッタ[114]）

## ディスコグラフィ

### キャラクターソング
| 発売日         | 商品名                                                                                         | 歌 | 楽曲                                                                 | 備考                                                           |
| -------------- | ---------------------------------------------------------------------------------------------- | --- | -------------------------------------------------------------------- | -------------------------------------------------------------- |
| 2019年4月17日  | 百華繚乱                                                                                       | 鬼神丸国重（天海由梨奈）、小狐丸（近藤玲奈）、島津正宗（小野早稀）、微塵丸（阿部笑華） | 「フレフレTRY!〜君に捧げる応援歌〜」                                 | ゲーム『天華百剣 -斬-』関連曲                                  |
| 2020年5月27日  | アンダーカバー                                                                                 | エス（天海由梨奈） | 「アンダーカバー」 「ヒバナ」                                        | 『MILGRAM -ミルグラム-』関連曲                                 |
| 2021年8月28日  | 3rd EVENT WINNING DREAM STAGE Solo Vocal Tracks Vol.1                                          | ミスターシービー（天海由梨奈） | 「winning the soul（Game Size）」                                    | ゲーム『ウマ娘 プリティーダービー』関連曲                      |
| 2022年1月1日   | 群青 Love theory                                                                               | HAM | 「群青 Love theory」                                                 | テレビアニメ『空色ユーティリティ』エンディング主題歌           |
| 2022年1月1日   | 群青 Love theory                                                                               | 遥（天海由梨奈） | 「群青 Love theory」                                                 | テレビアニメ『空色ユーティリティ』関連曲                       |
| 2022年2月9日   | ウマ娘 プリティーダービー WINNING LIVE 03                                                      | スペシャルウィーク（和氣あず未）、トウカイテイオー（Machico）、ナリタブライアン（衣川里佳）、シンボリルドルフ（田所あずさ）、セイウンスカイ（鬼頭明里）、アグネスタキオン（上坂すみれ）、マチカネフクキタル（新田ひより）、ミスターシービー（天海由梨奈） | 「winning the soul」                                                 | ゲーム『ウマ娘 プリティーダービー』関連曲                      |
| 2022年4月27日  | ウマ娘 プリティーダービー WINNING LIVE 05                                                      | スペシャルウィーク（和氣あず未）、サイレンススズカ（高野麻里佳）、トウカイテイオー（Machico）、オグリキャップ（高柳知葉）、ゴールドシップ（上田瞳）、メジロマックイーン（大西沙織）、テイエムオペラオー（徳井青空）、ナリタブライアン（衣川里佳）、シンボリルドルフ（田所あずさ）、タマモクロス（大空直美）、メジロライアン（土師亜文）、アドマイヤベガ（咲々木瞳）、サクラバクシンオー（三澤紗千香）、ミスターシービー（天海由梨奈）、メジロドーベル（久保田ひかり）、マチカネタンホイザ（遠野ひかる）、サトノダイヤモンド（立花日菜）、キタサンブラック（矢野妃菜喜）、サクラチヨノオー（野口瑠璃子）、メジロアルダン（会沢紗弥）、ヤエノムテキ（日原あゆみ）、ナリタトップロード（中村カンナ） | 「We are DREAMERS!!」                                                | ゲーム『ウマ娘 プリティーダービー』関連曲                      |
| 2022年4月27日  | ウマ娘 プリティーダービー WINNING LIVE 05                                                      | スペシャルウィーク（和氣あず未）、サイレンススズカ（高野麻里佳）、トウカイテイオー（Machico）、オグリキャップ（高柳知葉）、ゴールドシップ（上田瞳）、メジロマックイーン（大西沙織）、テイエムオペラオー（徳井青空）、ナリタブライアン（衣川里佳）、シンボリルドルフ（田所あずさ）、アグネスデジタル（鈴木みのり）、タマモクロス（大空直美）、マヤノトップガン（星谷美緒）、メジロライアン（土師亜文）、アドマイヤベガ（咲々木瞳）、サクラバクシンオー（三澤紗千香）、スマートファルコン（大和田仁美）、ニシノフラワー（河井晴菜）、ハルウララ（首藤志奈）、マーベラスサンデー（三宅麻理恵）、ミスターシービー（天海由梨奈）、メジロドーベル（久保田ひかり）、ナイスネイチャ（前田佳織里）、マチカネタンホイザ（遠野ひかる）、ツインターボ（花井美春）、サトノダイヤモンド（立花日菜）、キタサンブラック（矢野妃菜喜）、サクラチヨノオー（野口瑠璃子）、メジロアルダン（会沢紗弥）、ヤエノムテキ（日原あゆみ）、ナリタトップロード（中村カンナ） | 「うまぴょい伝説」                                                   | ゲーム『ウマ娘 プリティーダービー』関連曲                      |
| 2022年10月4日  | ウマ娘 プリティーダービー Solo Vocal Tracks Vol.5 －4th EVENT SPECIAL DREAMERS!! EXTRA STAGE－ | ミスターシービー（天海由梨奈） | 「We are DREAMERS!!（Game Size）」                                   | ゲーム『ウマ娘 プリティーダービー』関連曲                      |
| 2022年12月14日 | Job for a Rockstar                                                                             | She is Legend | 「ありふれたBattle Song 〜いつも戦闘は面倒だ〜」 「Muramasa Blade!」 | ゲーム『ヘブンバーンズレッド』劇中歌                           |
| 2023年3月29日  | ウマ娘 プリティーダービー WINNING LIVE 11                                                      | スペシャルウィーク（和氣あず未）、トウカイテイオー（Machico）、テイエムオペラオー（徳井青空）、ナリタブライアン（衣川里佳）、シンボリルドルフ（田所あずさ）、マヤノトップガン（星谷美緒）、マンハッタンカフェ（小倉唯）、アグネスタキオン（上坂すみれ）、アドマイヤベガ（咲々木瞳）、マーベラスサンデー（三宅麻理恵）、ミスターシービー（天海由梨奈）、ツインターボ（花井美春）、サトノダイヤモンド（立花日菜）、キタサンブラック（矢野妃菜喜）、サクラローレル（真野美月）、ナリタトップロード（中村カンナ）、シンボリクリスエス（春川芽生）、タニノギムレット（松岡美里）、メジロラモーヌ（東山奈央）、サトノクラウン（鈴代紗弓）、シュヴァルグラン（夏吉ゆうこ）、ジャングルポケット（藤本侑里） 、カツラギエース（藤原夏海） | 「DRAMATIC JOURNEY」                                                 | ゲーム『ウマ娘 プリティーダービー』関連曲                      |
| 2023年3月29日  | ウマ娘 プリティーダービー WINNING LIVE 11                                                      | スペシャルウィーク（和氣あず未）、トウカイテイオー（Machico）、ウオッカ（大橋彩香）、テイエムオペラオー（徳井青空）、ナリタブライアン（衣川里佳）、シンボリルドルフ（田所あずさ）、マヤノトップガン（星谷美緒）、マンハッタンカフェ（小倉唯）、アグネスタキオン（上坂すみれ）、アドマイヤベガ（咲々木瞳）、マーベラスサンデー （三宅麻理恵）、ミスターシービー（天海由梨奈）、ツインターボ（花井美春）、サトノダイヤモンド（立花日菜）、キタサンブラック（矢野妃菜喜）、ツルマルツヨシ（青山吉能）、サクラローレル（真野美月）、ナリタトップロード（中村カンナ）、シンボリクリスエス（春川芽生）、タニノギムレット（松岡美里）、メジロラモーヌ（東山奈央）、サトノクラウン（鈴代紗弓）、シュヴァルグラン（夏吉ゆうこ）、ジャングルポケット（藤本侑里）、カツラギエース（藤原夏海） | 「うまぴょい伝説」                                                   | ゲーム『ウマ娘 プリティーダービー』関連曲                      |
| 2023年9月6日   | ウマ娘 プリティーダービー WINNING LIVE 13                                                      | キャップ・ビー［ミスターシービー（天海由梨奈）］、MACOtMai［ホッコータルマエ（菊池紗矢香）］、816-n［マチカネタンホイザ（遠野ひかる）］、オリィザ［ライスシャワー（石見舞菜香）］、マリン・C［シュヴァルグラン（夏吉ゆうこ）］ | 「Hat on your Head!」                                                | ゲーム『ウマ娘 プリティーダービー』関連曲                      |
| 2023年9月6日   | ウマ娘 プリティーダービー WINNING LIVE 13                                                      | ナリタブライアン（衣川里佳）、マヤノトップガン（星谷美緒）、ライスシャワー（石見舞菜香）、アドマイヤベガ（咲々木瞳）、イナリワン（井上遥乃）、ミスターシービー（天海由梨奈）、マチカネタンホイザ（遠野ひかる）、イクノディクタス（田澤茉純）、ツインターボ（花井美春）、サトノダイヤモンド（立花日菜）、キタサンブラック（矢野妃菜喜）、ヤエノムテキ（日原あゆみ）、サクラローレル（真野美月）、ナリタトップロード（中村カンナ）、サトノクラウン（鈴代紗弓）、シュヴァルグラン（夏吉ゆうこ）、ホッコータルマエ（菊池紗矢香）、ネオユニヴァース（白石晴香）、ヒシミラクル（春日さくら） | 「うまぴょい伝説」                                                   | ゲーム『ウマ娘 プリティーダービー』関連曲                      |
| 2024年8月31日  | ウマ娘 プリティーダービー Solo Vocal Tracks Vol.10 Twinkle Circle! in HAKODATE                 | キャップ・ビー［ミスターシービー（天海由梨奈）］ | 「Hat on your Head！（PV Size）」                                    | ゲーム『ウマ娘 プリティーダービー』関連曲                      |
| 2025年2月19日  | 「空色ユーティリティ」キャラクターソング・ミニアルバム                                         | HAM | 「First Step」 「Diary」 「ゲットまぢっく☆HAM式」                    | アニメ『空色ユーティリティ』関連曲                             |
| 2025年2月19日  | 「空色ユーティリティ」キャラクターソング・ミニアルバム                                         | 遥（天海由梨奈） | 「Play well!!!」                                                     | アニメ『空色ユーティリティ』関連曲                             |
| 2025年3月5日   | ウマ娘 プリティーダービー WINNING LIVE 24                                                      | ミスターシービー（天海由梨奈） | 「夢疾風」                                                           | ゲーム『ウマ娘 プリティーダービー』関連曲                      |
| 2025年3月5日   | ウマ娘 プリティーダービー WINNING LIVE 24                                                      | ゴールドシップ（上田瞳）、ナカヤマフェスタ（下地紫野）、ミスターシービー（天海由梨奈）、デアリングタクト（羊宮妃那）、ラインクラフト（小島菜々恵）、デアリングハート（希水しお）、フサイチパンドラ（佳原萌枝）、オルフェーヴル（日笠陽子）、ドリームジャーニー（吉岡茉祐）、フェノーメノ（日比優理香）、ブラストワンピース（紫月杏朱彩）、アーモンドアイ（石原夏織）、ラッキーライラック（中島由貴）、グランアレグリア（夏目妃菜）、ラヴズオンリーユー（久保田未夢）、クロノジェネシス（真名瀬日和）、カレンブーケドール（小田杏樹） | 「うまぴょい伝説」                                                   | ゲーム『ウマ娘 プリティーダービー』関連曲                      |
| 2025年10月1日  | 帝乃三姉妹と優の、キャラソン。                                                                 | 帝乃一輝（天海由梨奈） | 「曖昧グラフィティ」                                                 | テレビアニメ『帝乃三姉妹は案外、チョロい。』エンディングテーマ |
| 2025年10月1日  | 帝乃三姉妹と優の、キャラソン。                                                                 | 帝乃一輝（天海由梨奈）、帝乃二琥（古賀葵）、帝乃三和（青山吉能） | 「3Piece Heart+1」                                                   | テレビアニメ『帝乃三姉妹は案外、チョロい。』関連曲             |